# ドーム

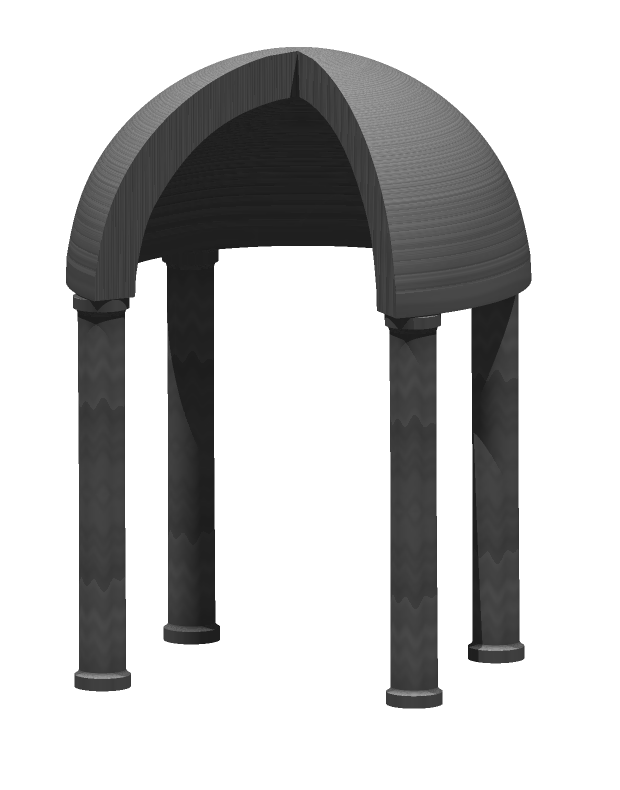
ドーム

ドーム（英: dome）あるいは丸屋根（まるやね）は、建築における屋根の形式のひとつで、半球形をした屋根のことである。

## 概要
ドームは、アーチの頂部を中心として水平に回転させた形状をしている。構造的にもアーチと類似しており、自重やその他の荷重をドームの面内に沿って下部に伝えるため、面外に屋根を支える支柱や壁が不要である場合が多い。このため、大空間を覆う屋根として適しており、かつ、構造上、高さが必要で荘厳な空間が形成されることから、歴史的に、古代ローマのパンテオンをはじめとする宗教建築に多く用いられてきた。
日本語では、丸（円）屋根（まるやね）、丸（円）天井（まるてんじょう）、穹窿（きゅうりゅう）等とも言う。
イタリアの教会堂に対しては、イタリア語のクーポラ（cupola）という呼び方が用いられることがある。クーポラつまりキューポラとは、屋根上部に突出した、屋根よりは小さい構造物のことである。イタリアの大きな教会堂の多くは、サンタ・マリア・デル・フィオーレ大聖堂のようにドーム頂上部に突出したクーポラを持つため、クーポラを持つ教会堂そのものをクーポラと呼ぶようになった。クーポラを持たない教会堂はドゥオーモと呼ぶ。
日本ではかつて溶銑炉のことをキューポラと呼んだ。これは鋳物工場の屋根から突出している溶銑炉の排煙筒をキューポラと呼んだため、それがそのまま溶銑炉そのものの呼称となった。
もともと「ドーム(dome)」という言葉は、ラテン語の「家(domus)」という言葉を語源とする。
英語 dome はイタリア語で教会堂のことを duomo （ドゥオーモ、ドゥオモ）と呼ぶことに影響を受けている。どちらも語源はギリシア語 domos （家、住居）であり、イタリア語の用法は元来「神の家」の意だった。ドームという語が、上方に湾曲した半球や紡錘形の屋根、あるいは天井を示す建築用語として用いられるようになったのは、一七～一八世紀のフランスとイギリスにおいてである。
ドームと同様にアーチを基本形とした屋根で、アーチを水平に押し出した形状のかまぼこ形の屋根は、ヴォールトと呼ばれる。

## 歴史

### 初期の原始的ドーム

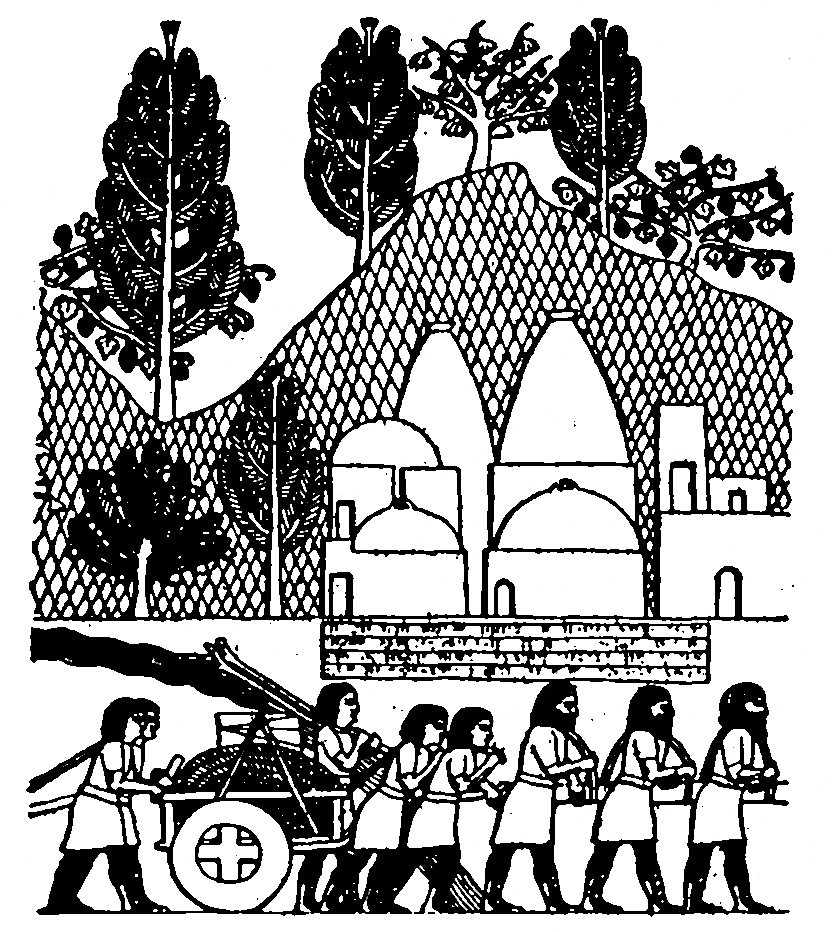
ニムルードにあったアッシリアの薄浮き彫りの図。背景にドーム建築が見える。

その地方の材質でドームを建築した文化は先史時代から現代まで散発的に多数存在している。世界初のドームが建設された時期は不明だが、知られている最古のドーム構造物は、1万5千年前から2万年前のマンモスの牙と骨格で作った小さな住居と言われている。1965年、ウクライナのMezhirichという村の農民が地下倉を掘っていて、そのような構造物を4つ発見した。
ニムルードにあったアッシリアの薄浮き彫りにはドーム建築が描かれたものがあるが、その古代都市のそのような構造物の名残は、日干しの泥煉瓦で作られていたために長期間残存しない性質があり、まだ存在が確認されていない。

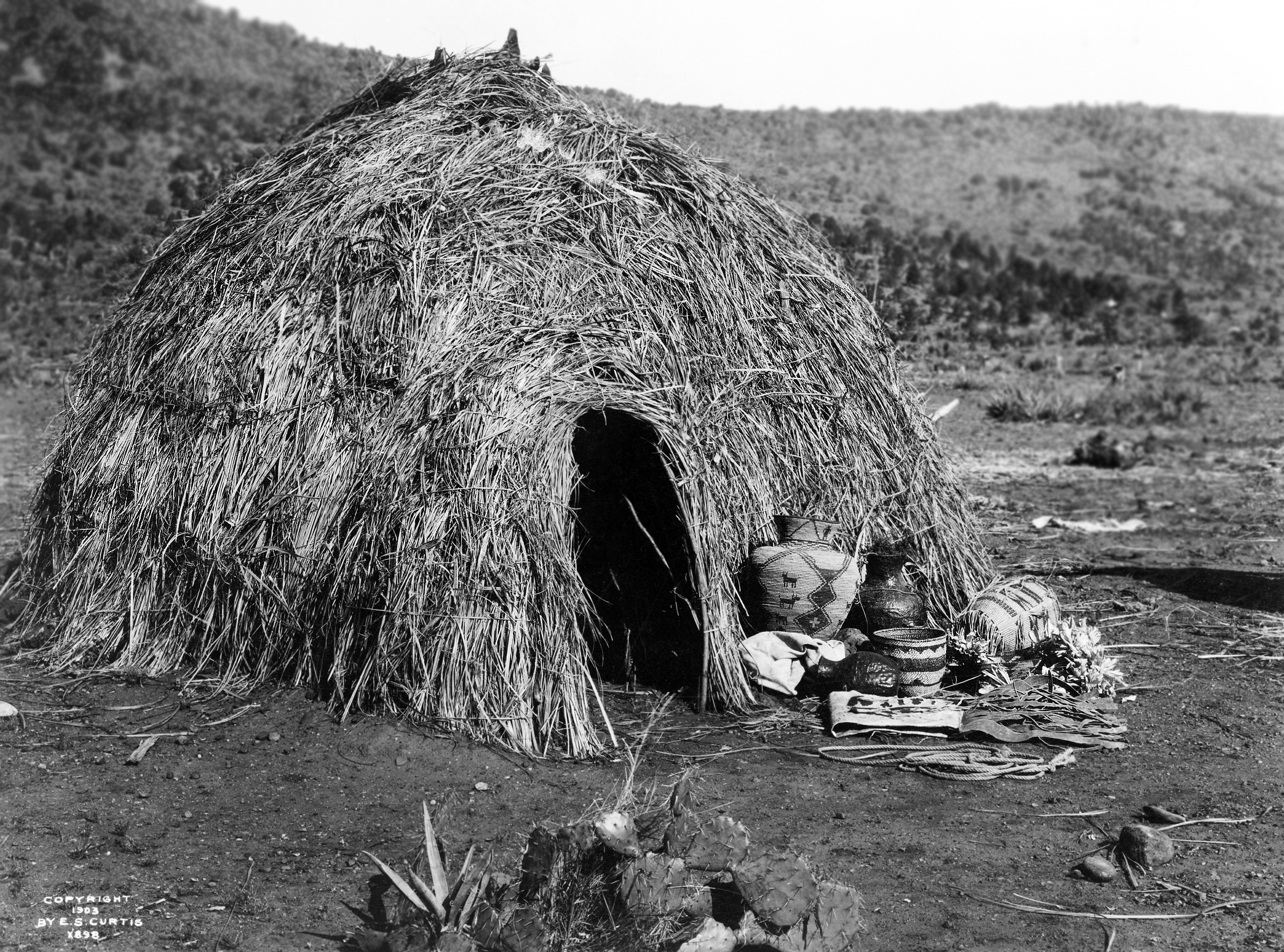
アパッチ族のウィグワム。Edward S. Curtis 撮影（1903年）

真のドーム建築技術を使い泥煉瓦でドームを建築した例は、ハラフ文化（紀元前6100年から5400年ごろ）とウバイド文化（紀元前5300年から4000年ごろ）のメソポタミアの Tell Arpachiyah に見られた。ローマ時代にドームを記念碑的に建築するようになるまで、中東では貧しい人々の住居として小型の持ち送り積みのドームを普通に使っていたと見られている。
オマーンやポルトガルで、迫り出しアーチの技法で建造されたドーム型の建造物や蜂窩状墳墓 (Beehive tomb) が見つかっている。ただし、オマーンの構造物とヨーロッパの構造物の類似性は偶然と考えられている。オマーンの建造物は地上に建てられたもので、紀元前3千年ごろのものである。ミケーネの墳墓であるアトレウスの宝庫は、土で覆われたより大きなドーム建造物だが、紀元前1250年ごろのものである。
ネイティブ・アメリカンが造ったウィグワムは、木の枝をアーチ状に曲げて骨組みを作り、草や獣皮で覆ったものである。中央アフリカのピグミーも、マンゴーの葉を使って同様の小屋を造る。もう1つの例として、イヌイットなどが圧雪ブロックなどを使って造るイグルーがある。

### ローマとビザンティンのドーム

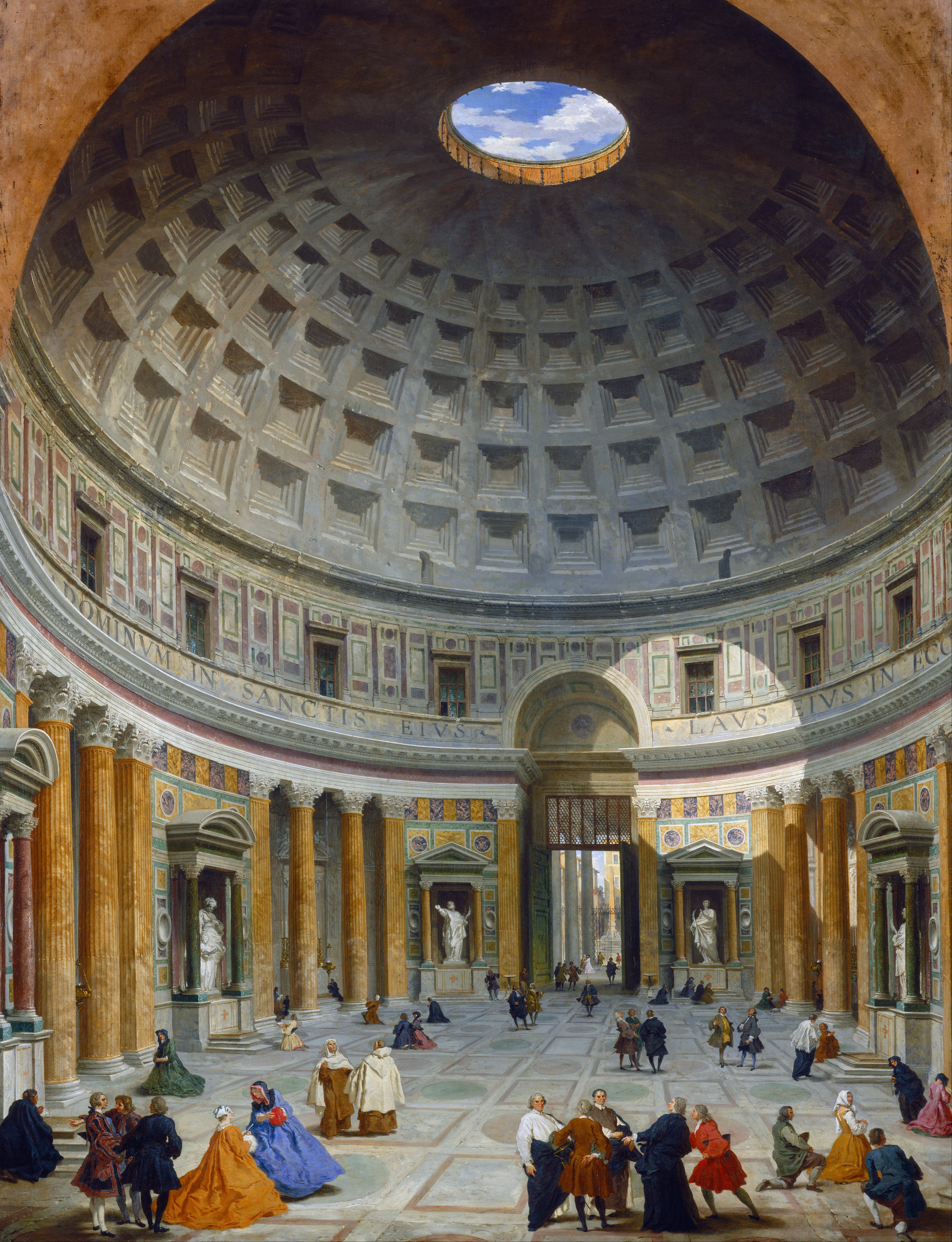
ジョバンニ・パオロ・パンニーニの絵。ローマのパンテオンが教会に転換された後の様子を描いている。

ローマ人は、木、石、煉瓦、陶器、コンクリートなどを使ってドームを建造した。ローマで最も有名で最大のドームはパンテオンで、元々は神殿として建てられた。2世紀に建造され、分厚い円形の壁または円形建物 (rotunda) の上に鉄筋のないコンクリートのドームが載っている。ドームの頂上部分には丸い開口部があり、これを眼窓 (oculus) と呼ぶ。眼窓には採光と換気の役割がある。眼窓までの高さと建物の内側の直径は同じで、43.3mである。千年以上、世界最大のドームだった。
ローマ人はドームを縦に半分に切ったような半円ドームも採用し、非宗教的（後には教会）なバシリカの壁がんやエクセドラに使った。後期古代にはエクセドラがアプスに発展し、ロマネスク建築とビザンティン建築でそれぞれ独自に発展していった。
住宅建築におけるローマ式ドームの最初の例は、ネロ（紀元54年-68年）のドムス・アウレア（黄金宮）である。同時代の資料によれば、食堂の天井が木製のドームになっていて、天井から香水を霧状に吹くようになっていたという。ネロの死後、この宮殿の敷地はすぐさま公共の建物に使われ、公共浴場やコロッセオが建てられた。
キリスト教以前のローマ時代のドーム建築は、浴場、別荘、宮殿、墓がほとんどだった。パンテオンも神殿としての性格も具えていたが、アグリッパ浴場の一部として建てられたものだった。西ローマ帝国末期にキリスト教信仰が隆盛をむかえ、ドームは宗教建築の象徴となり、東ローマ帝国で現世的建築にドームが使われ続けるようになった。通路が直角に交わるところにドームを構築することが多くなっていった。

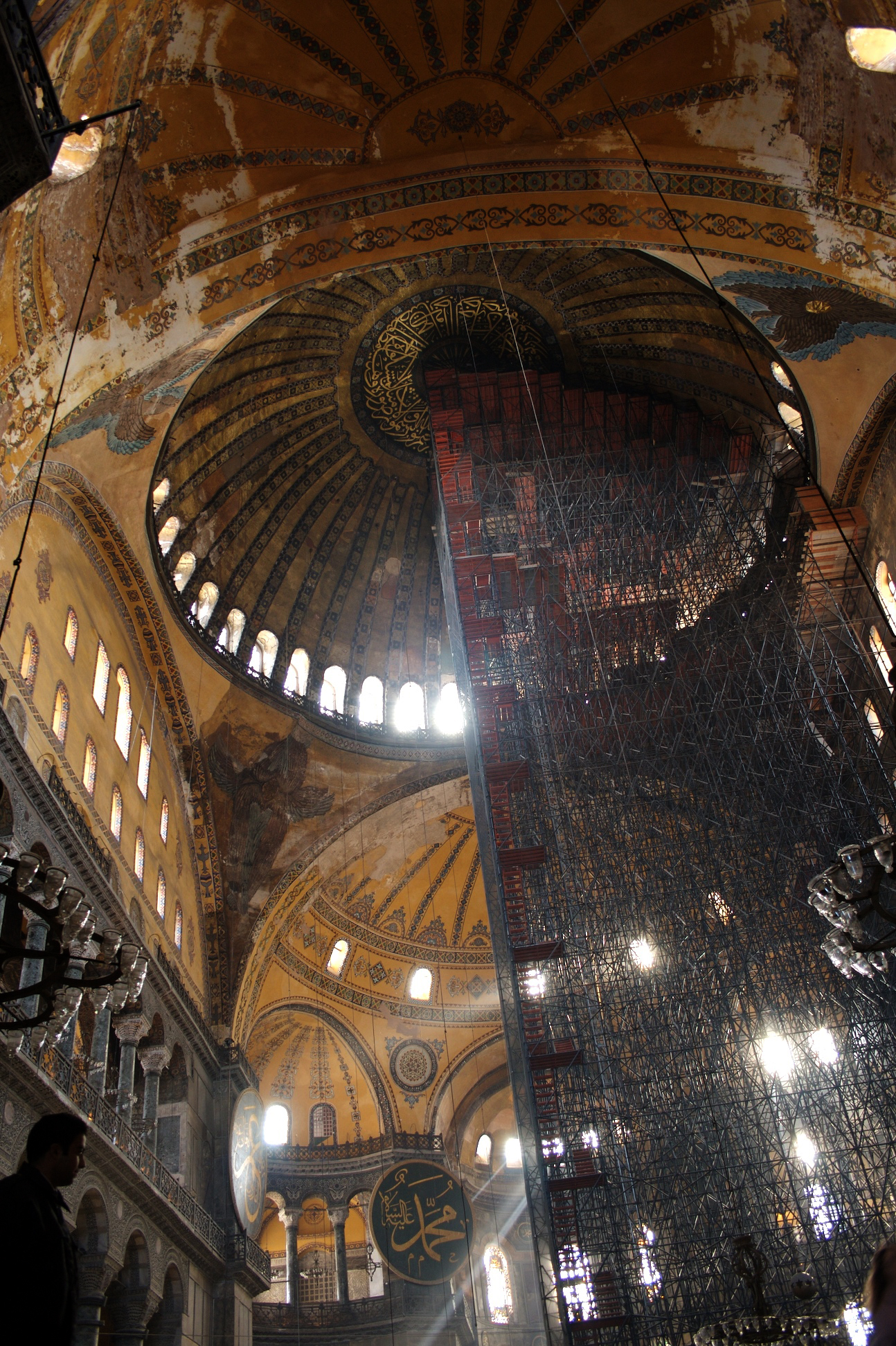
トルコのスタンブールで修復中のアヤソフィアのドーム

ドームは四角い空間を土台として直接載らないため、角の部分にテクニックが必要だった。当初、角に迫り出し構造やアーチ構造を使い、これを入隅迫持 (squinch) と呼ぶ。円形のドームの底面と四角形の土台の隙間部分を別の球面で覆う穹隅 (pendentive) が発明され、入隅迫持技法を置き換えていった。アヤソフィアは穹隅を使った初期の有名な建築物である。穹隅は、ビザンティン、ルネサンス、バロック建築でよく使われた。
穹隅がドーム自体と同じ球面を構成する「単純ドーム」は滅多に見られない。アヤソフィアのような「複合ドーム」の方が一般的で、穹隅はドームよりも大きな球面の一部だが、その球面の中心はドームの中心よりも低い位置にある。
アヤソフィアは537年に完成したとき世界最大の教会で、1520年にセビリア大聖堂が完成するまで、世界一の座を守り続けた。最大の中央のドームは幅が31.24m、床面からの頂上の高さが55.6mで、幅はパンテオンより4分の1狭いが、高さは4分の1高い。パンテオンとは異なり、頂上に眼窓はなく、ドームの基部に環状に窓が並んでいる。さらに中央ドームの両側に同じような半円ドームがある。
帝国が領土と勢力を失っていくと、ビザンティン建築でのドームは徐々に小型化していった。十字型に交わった建物の上にドームをかける内接十字型設計が中期以降の建物に多く用いられるようになった。穹窿胴 (tholobate) と呼ばれる窓のある円形の壁の上にドームを載せる形が標準となっていく。穹隅、穹窿胴、ドームの組合せによる建築はルネサンス期まで続いた。

### 中東と西欧のドーム
224年にアルダシール1世の建設したアルダシール宮殿の遺跡でわかるように、今日のイランの地にあったサーサーン朝はドームを造っていた。サーサーン朝の建築は、メソポタミアのドーム建築の伝統を受け継いだものと見られる。

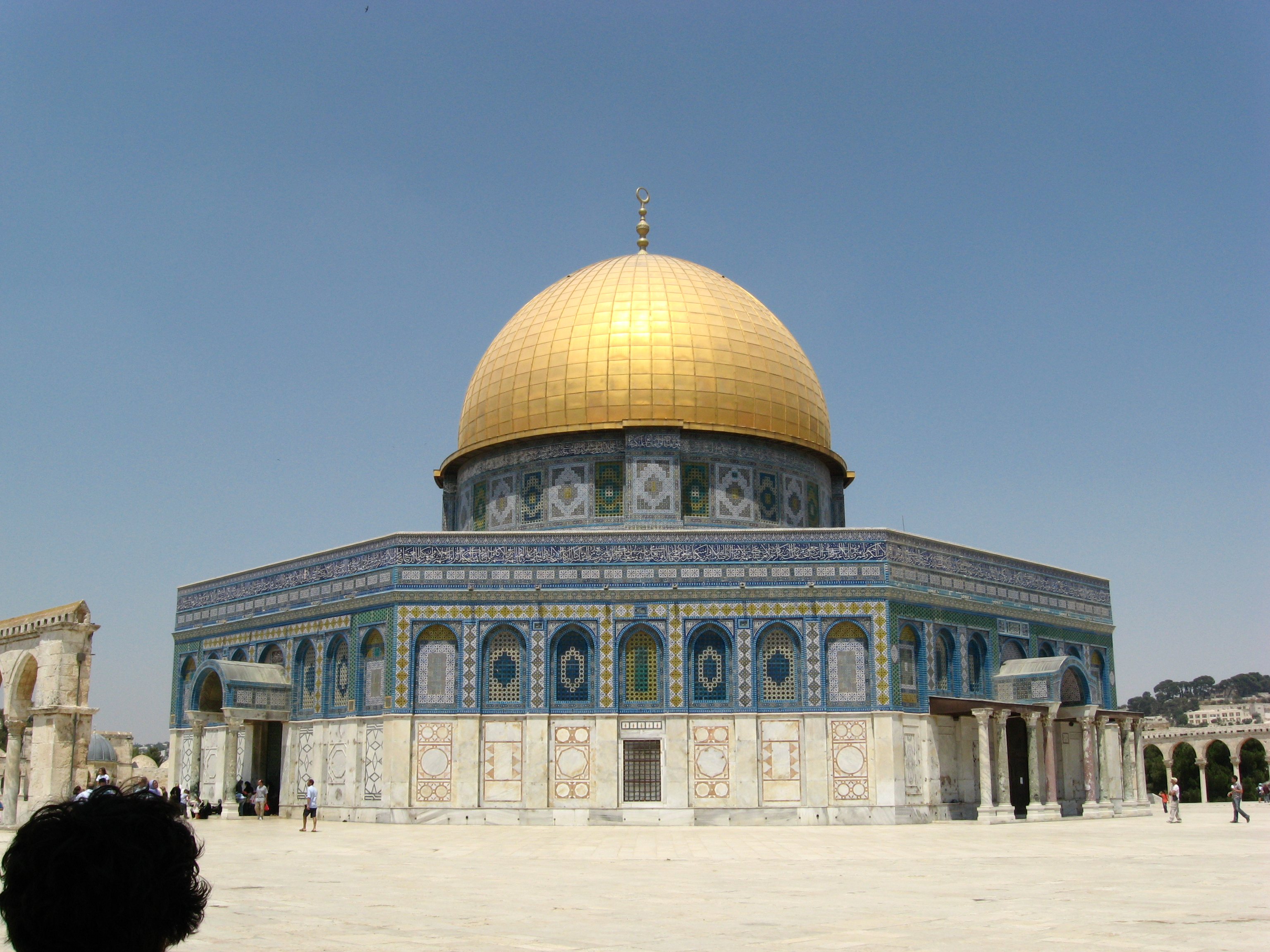
エルサレムの岩のドーム

西ローマ帝国が滅亡してから44年後の520年、東ゴート王テオドリックは、イタリアのラヴェンナにテオドリック廟に建設した。陵墓は幅10mのドームで覆われているが、煉瓦積みのドームが多かった当時としては珍しく、300トンの石板を丸く削ったものをドームに使っている。
エルサレムの岩のドームは685年から691年に建造された最古のイスラム建築の1つである。聖墳墓教会など近くにあったビザンティン様式の教会を真似たと言われており、ビザンティンの殉教者廟に似ている。そのドームは木製で直径約20mあり、金で覆われている。

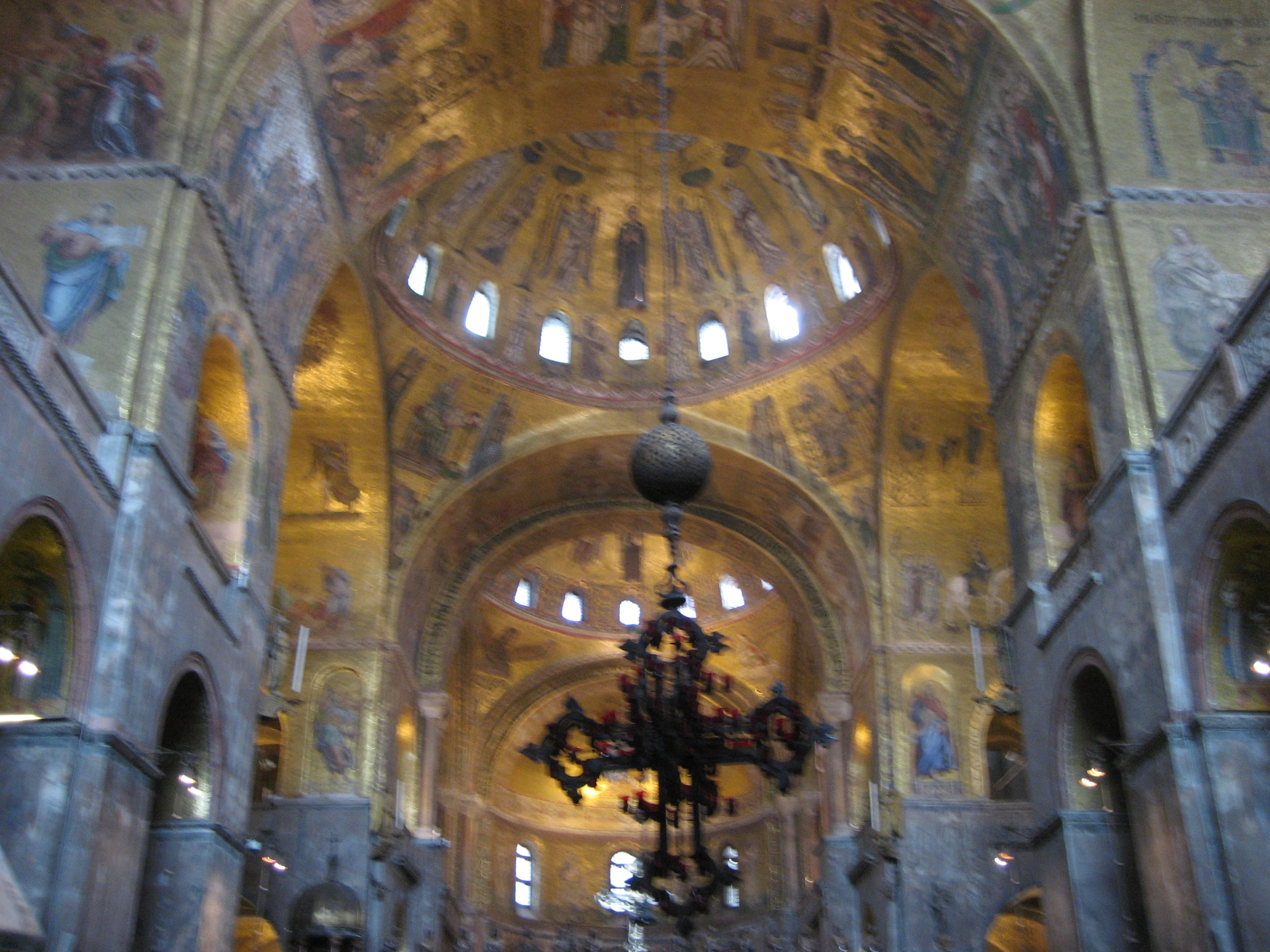
サン・マルコ寺院の内部（イタリア、ヴェネツィア）

神聖ローマ皇帝カール大帝は790年代、アーヘンの宮殿内にパラティン礼拝堂（現在はアーヘン大聖堂の一部）を建造した。この礼拝堂はラヴェンナのビザンティン建築サン・ヴィターレ聖堂に強く影響されている。この八角形ドームは当時、アルプス以北では最大のドームだった。
ヴェネツィアのサン・マルコ寺院は、数百年に渡って改修や増築が続けられた。現在の寺院が建てられたのは1063年で、古いギリシア十字型設計に5つのドーム（十字のそれぞれの腕に1つずつと中心に1つ）を具えている。これらのドームはビザンティン様式で建てられており、コンスタンティノープルにあったという現存しない聖使徒大聖堂 (Church of the Holy Apostles)を模したものとされている。穹隅上のドームの基部には環状に窓が並んでいる。外側の木製で鉛板で覆われたドームは13世紀前半に追加された。

### ルネサンスとオスマン帝国のドーム

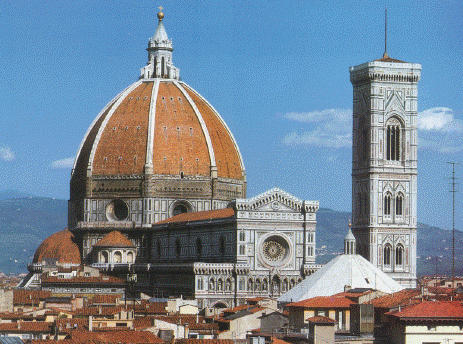
サンタ・マリア・デル・フィオーレ大聖堂（イタリア）

ブルネレスキ設計のサンタ・マリア・デル・フィオーレ大聖堂の八角形の煉瓦製ドームは1420年から1436年の間に建てられた。直径は42から45mである（辺から辺を測るか、頂点から頂点を測るかで異なる）。八角形の頂点から白い石のリブが頂上に伸びて、赤いタイル屋根葺きを縁取っている。当時、パンテオンを抜いて西欧最大のドームとなり、石造りのドームとしては今も世界最大である。特に、このドームは外殻と内壁の二重構造になっており、その後二重構造のドームがよく採用されるようになっていった。

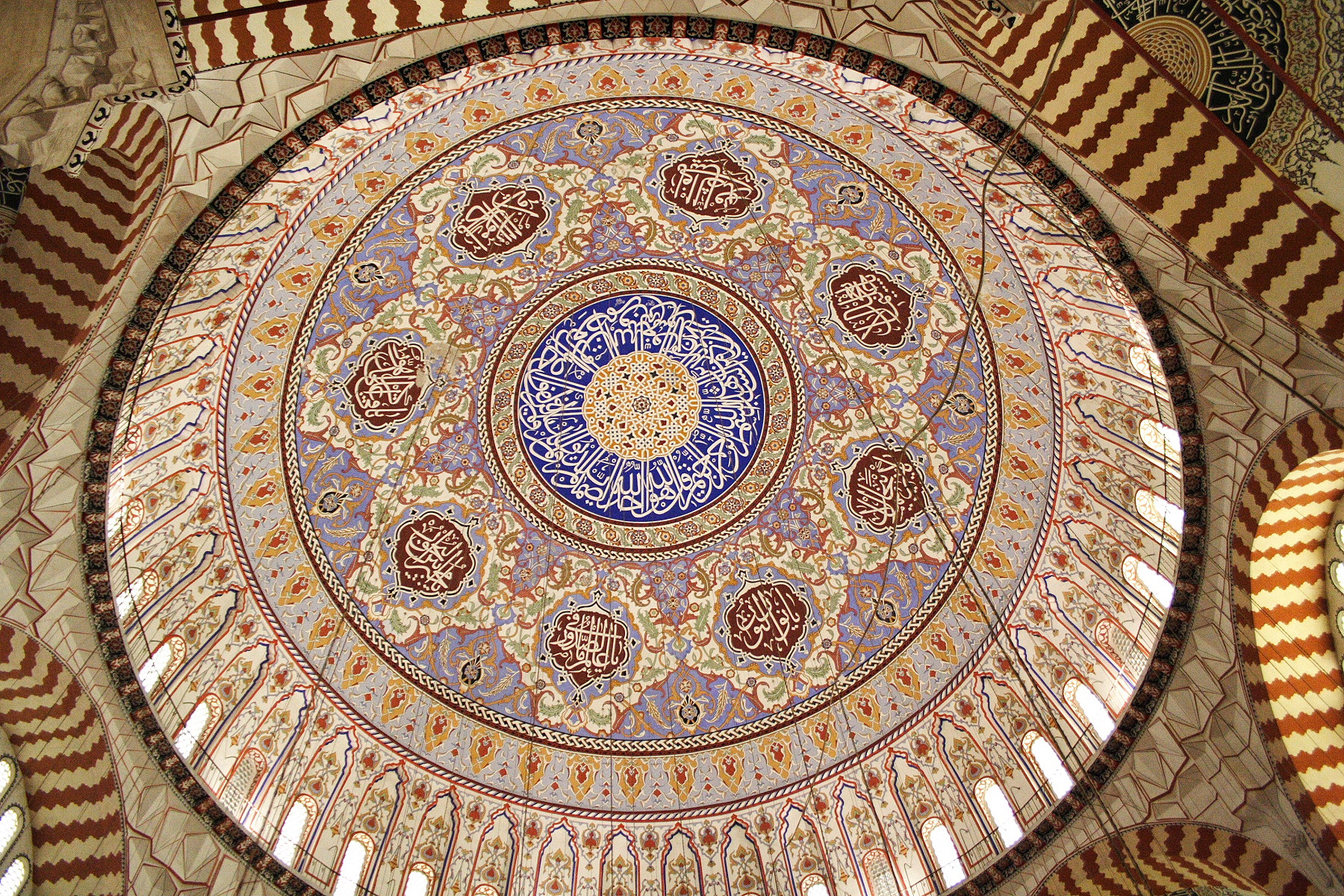
セリミエ・モスク（トルコ エディルネ）

コンスタンティノープル（今のイスタンブール）に1550年から1557年に建てられたスレイマニエ・モスクは中央のドームの高さが53m、直径が26.5mである。海抜では当時のオスマン帝国最高のドームだったが、床面から頂上までの高さでは近くにあるアヤソフィアの方が高い。
トルコのエディルネにあるセリミエ・モスクは、オスマン帝国で建設された初のアヤソフィアより大きいドームだった。八角形の土台の上に建てられ、内径は31.25mだった。建築家ミマール・スィナンが設計し、1568年から1574年に建設した。完成時スィナンは86歳となっており、これが最高傑作とされている。
サン・ピエトロ大聖堂の二重壁のドームは1590年に完成した。直径はパンテオンやサンタ・マリア・デル・フィオーレ大聖堂より若干小さい。内側のドームは半球形で、外側のリブ付きドームは縦長の長円形である。穹窿胴の外側には大きな窓と窓の間に装飾的な柱が2本ずつある。内径は41.47mで、地面からの頂上の十字架までの高さは136.57mである。現在も世界最高の高さのドームである。この大聖堂の様式が後にバロック建築と呼ばれるようになり、特にそのドームの設計は後世に大きな影響を与えた。

### 近代のドーム
ロシアのモスクワにある有名な聖ワシリイ大聖堂は1555年から1561年に建設された。特徴的な「たまねぎドーム」は1680年代に作られたもので、ロシア建築の代表例とされている。

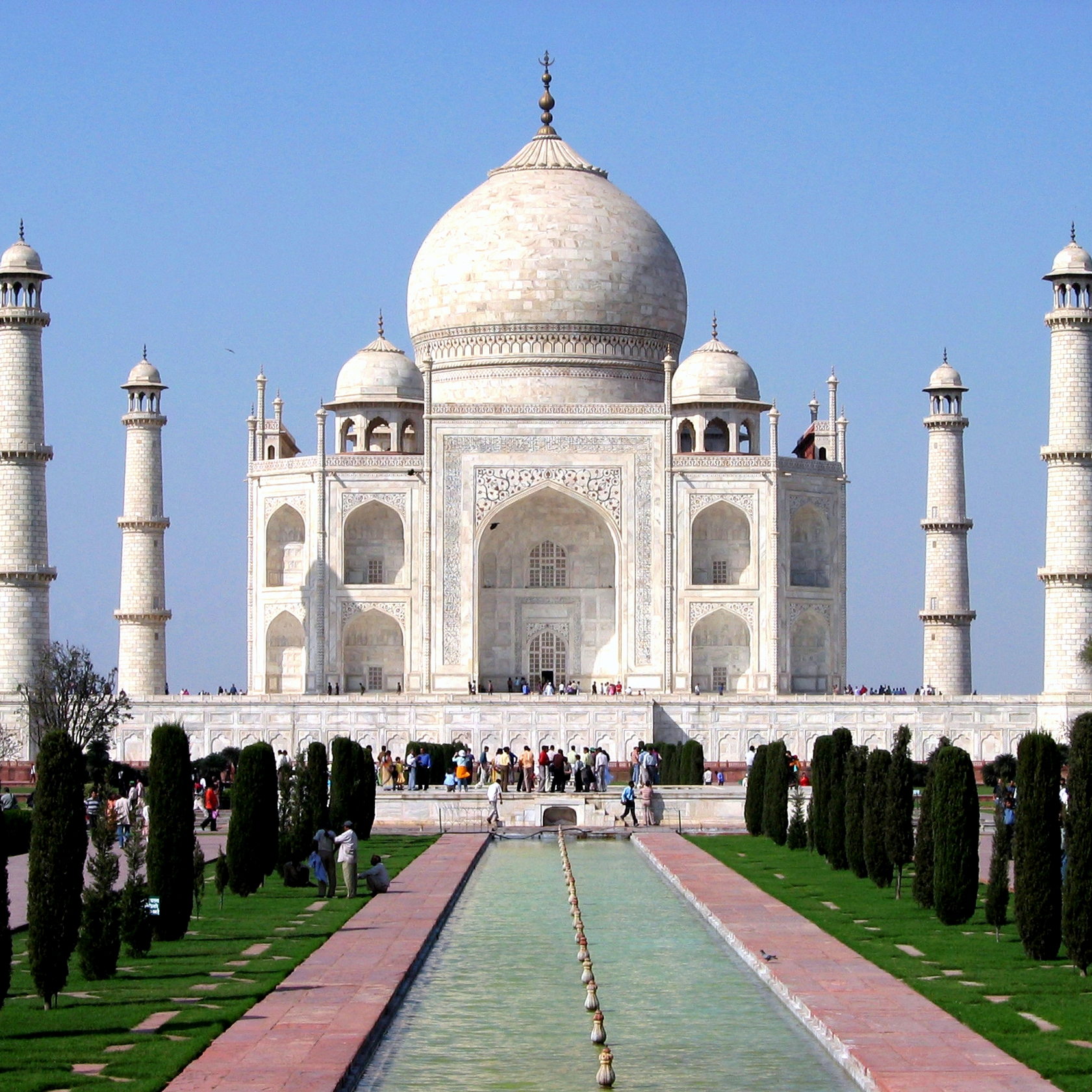
タージ・マハル（インド アーグラ）

ムガル建築の傑作とされるタージ・マハルは、ペルシア、インド、イスラムの建築様式を組み合わせた墓廟である。1632年から1653年に建てられた。大理石製のたまねぎドームは高さが約35mで、7mの高さのドーム基部（穹窿胴）に載っている。

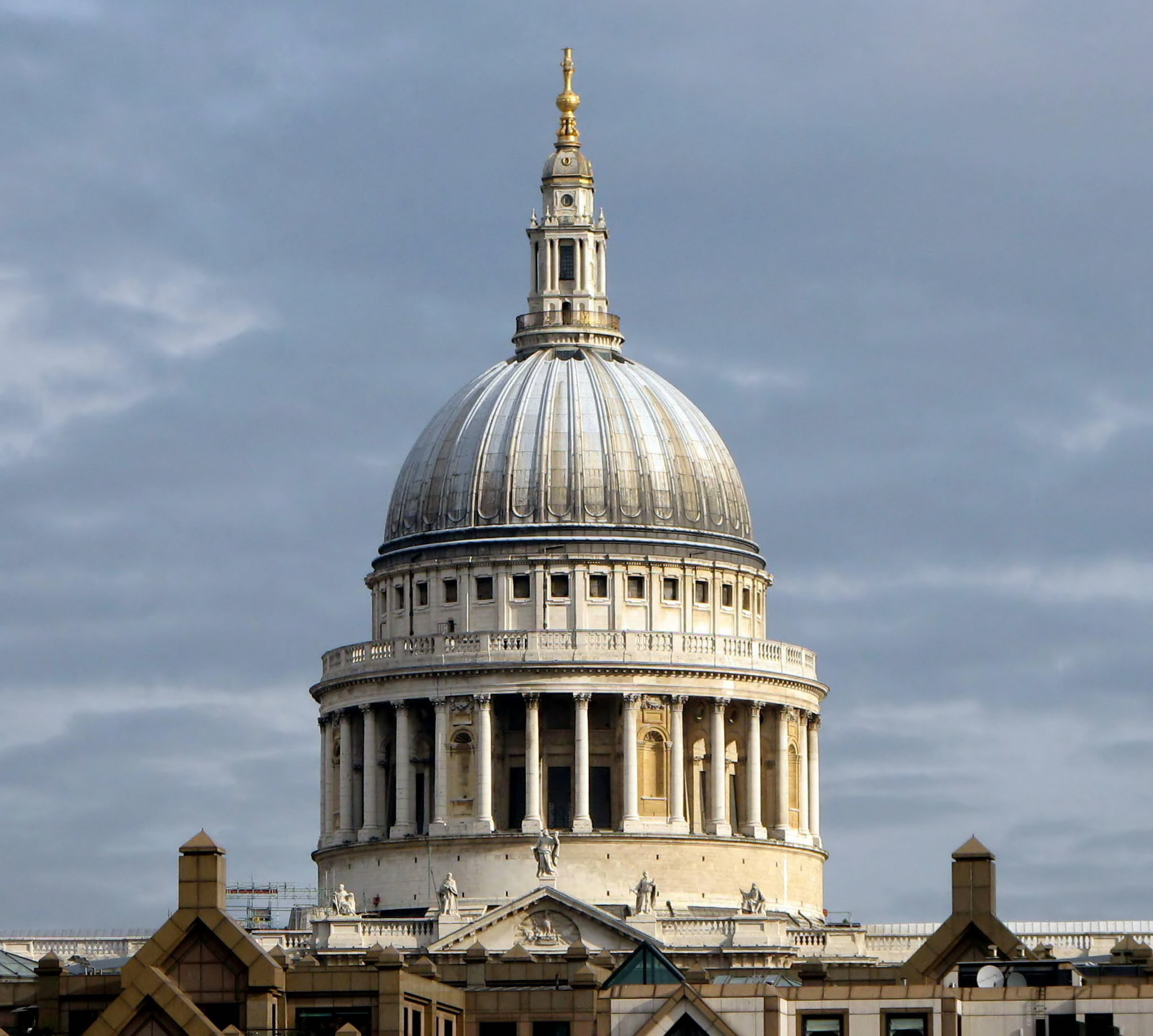
セント・ポール大聖堂のドーム（イングランド ロンドン）

ロンドンのセント・ポール大聖堂は1677年から1708年に再建された。クリストファー・レンの設計は3層構造で、眼窓つきの内側のドームと鉛板で覆った木製の外側のドームの間に煉瓦を積んだ構造がある。煉瓦構造は外殻と頂上の鐘楼を支えており、内側の眼窓からその一部が見えている。頂上の十字架を含めた高さは108mである。ドナト・ブラマンテのテンピエットを思い起こさせる外観で、それがさらにアメリカ合衆国議会議事堂など多くの建築物に模倣されていった。
パリのオテル・デ・ザンヴァリッドにある礼拝堂は1679年から1708年に建設された。これもセント・ポール大聖堂に着想を得たドームの1つである。1861年、ナポレオン・ボナパルトの遺体がこのドーム中央の下にある地下墓所に移された。

### 現代のドーム

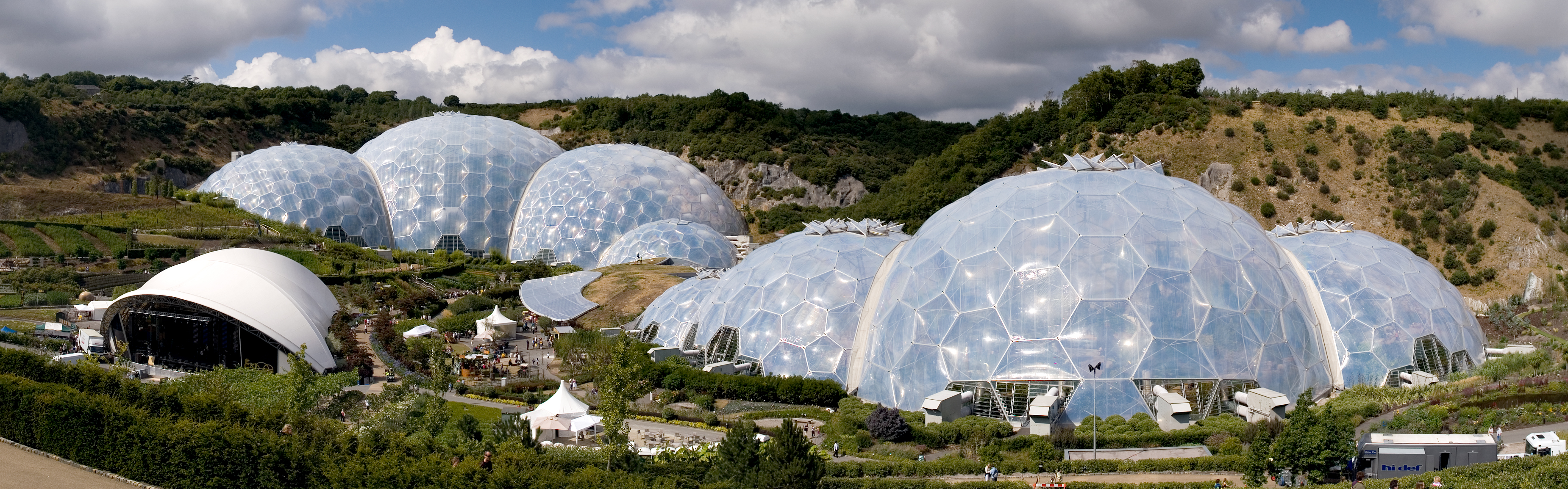
エデン・プロジェクトのジオデシック・ドーム群（イギリス）

アメリカ合衆国議会議事堂の現在のドームは1855年から1866年に建設された。議事堂自体は石造りだが、ドームは鋳鉄製の鉄骨で組まれている。そのデザインはセント・ポール大聖堂のドームに影響を受けている。
20世紀になると、ピエール・ルイージ・ネルヴィのような建築家や技術者がプレストレスト・コンクリートを使った薄いドームを生み出し、自由な形のドームが作られるようになった。

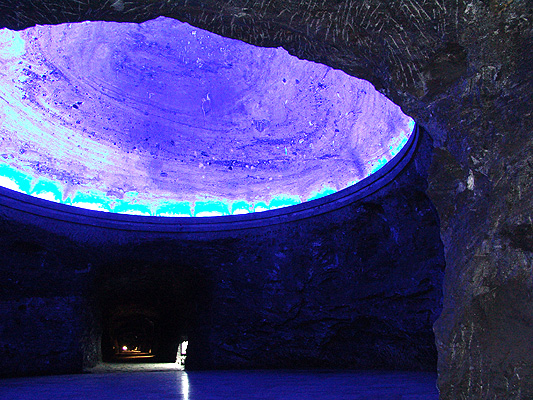
岩塩のドーム。コロンビアのシパキラ塩の大聖堂

ジオデシック・ドームは第一次世界大戦後に発明され、バックミンスター・フラーが広めた。
天候に左右されずにスポーツができるということで、多数のスタジアムがドームを採用していった。初期の例としては、ヒューストンのアストロドームがある。ドーム型スタジアムでの重要な改良は屋根を開閉可能にしたことで、これを最初に実現したのがトロントのロジャース・センター（当時はスカイドーム）である。

## 種々のドーム

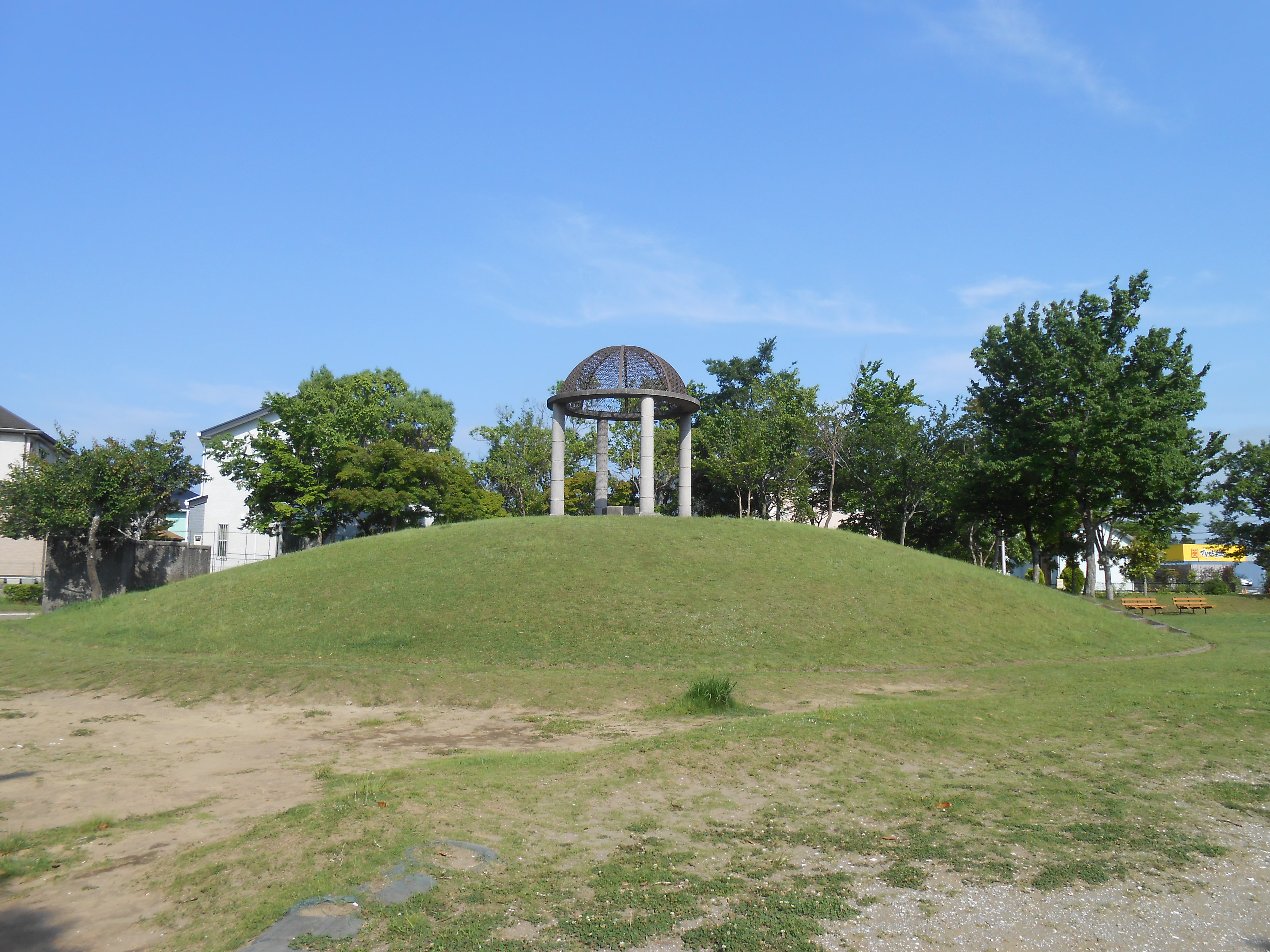
公園にあるガゼボ（あずまや）。ドーム型のパーゴラがある（千葉県市原市ちはら台南2丁目の弥生公園）。

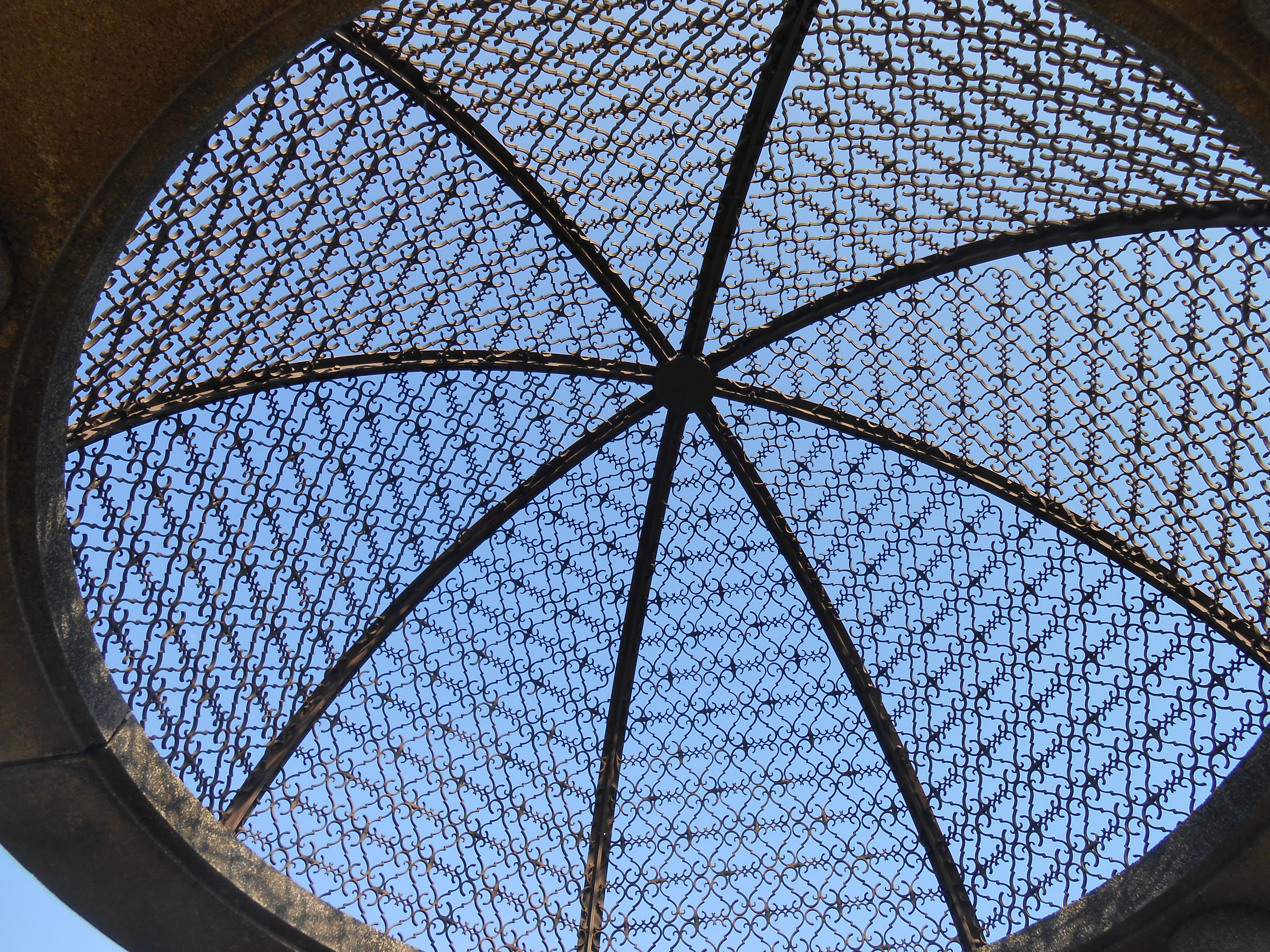
ドーム型のパーゴラの下から空を見上げたときの光景。

### ジオデシック・ドーム
ジオデシック・ドームはバックミンスター・フラーによって考案されたドームである。正三角形に組み合わせた構造材を多数並べることによってドーム構造を形成している。60個の炭素原子からなる分子、C60はジオデシック・ドームに似た構造をしているため、バックミンスター・フラーにちなみ、フラーレンと呼ばれている。

### たまねぎドーム
ロシア建築、特にロシアの伝統的な教会・宮殿建築特有の屋根形状である。楕球と円錐を組み合わせたような形状で、玉ねぎに似ていることからこう呼ばれる。

### エア・ドーム
東京ドームの様に、屋内を陽圧にすることで空気圧により屋根の自重を支えているドーム建築であり、膜構造の一種である。東京ドームではドーム内外の気圧差は0.3%である。内部の空気を極力逃がさない様に、出入り口は回転ドアになっている。

### 木質ドーム
集成材の登場により、近年では木質材料によるドームが建設されるようになった。
出雲ドーム（島根県）・大館樹海ドーム（秋田県）・木の花ドーム（宮崎県）・瀬戸大橋記念公園マリンドーム（香川県）などの例がある。

### 天体観測ドーム
天体観測ドームは天文台の象徴である。その働きは、天体望遠鏡を格納し風雨日射から守り、全天を向く天体望遠鏡について360度方位を変える。望遠鏡の筒先方向にはスリットと呼ばれる細い隙間とその蓋を持つ。近年、高精度な天体観測の実現のためには、ドーム内外の温度差をなくす重要性が重視されてきた。昼間から夜間の外気温を予想して同じ温度になるように積極的な空調を施す場合もある。すばる望遠鏡のドームのように、地表付近の乱れた気流をドーム上方に流さないために茶筒型をした物も現れている。

## ドームを持つ建築物の例

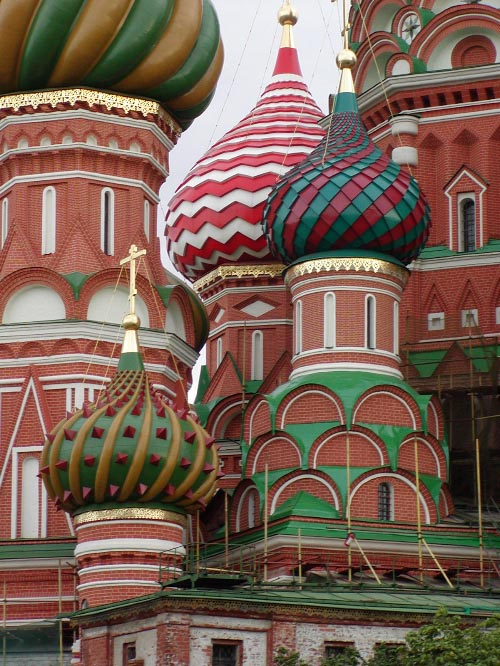
聖ワシリイ大聖堂（モスクワ・赤の広場） 華麗な色彩のたまねぎドームが用いられている。
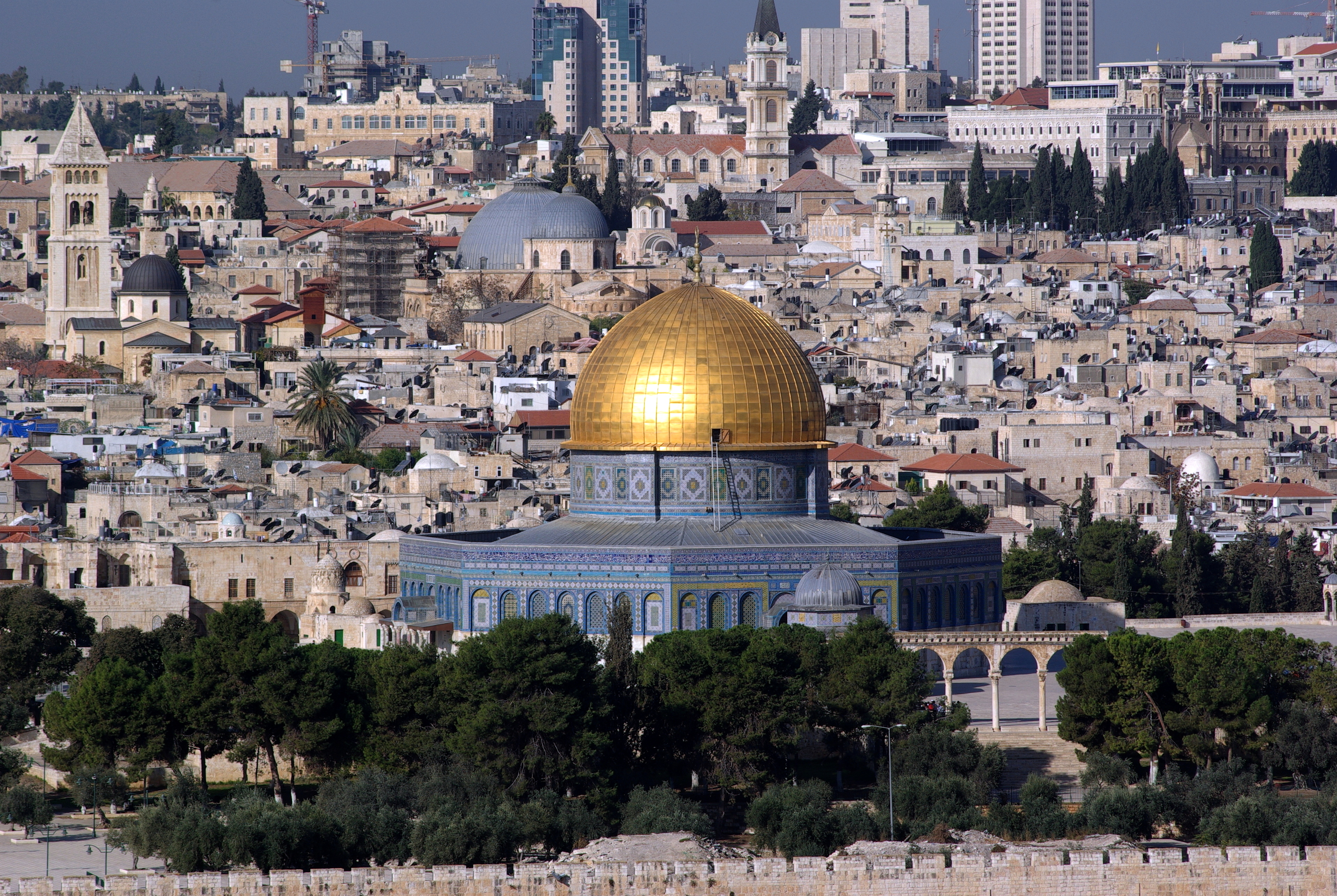
岩のドーム（エルサレム） イスラム教では第三の聖地と位置づけられる。
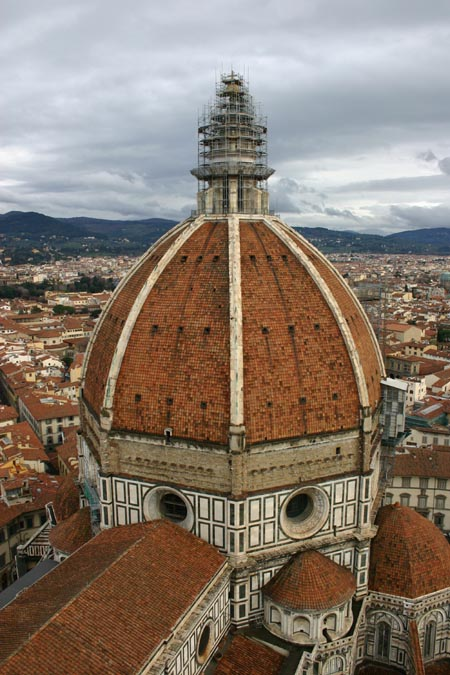
サンタ・マリア・デル・フィオーレ大聖堂（フィレンツェ） ドームの構造設計で設計競技が行われた。
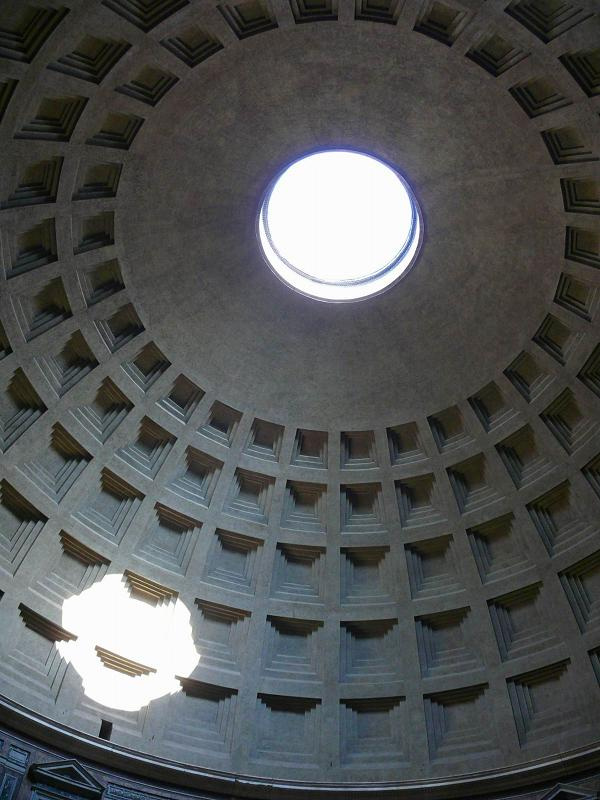
パンテオン（ローマ） コンクリートドームで荘厳な空間を構成した、代表的なローマ建築のひとつ。
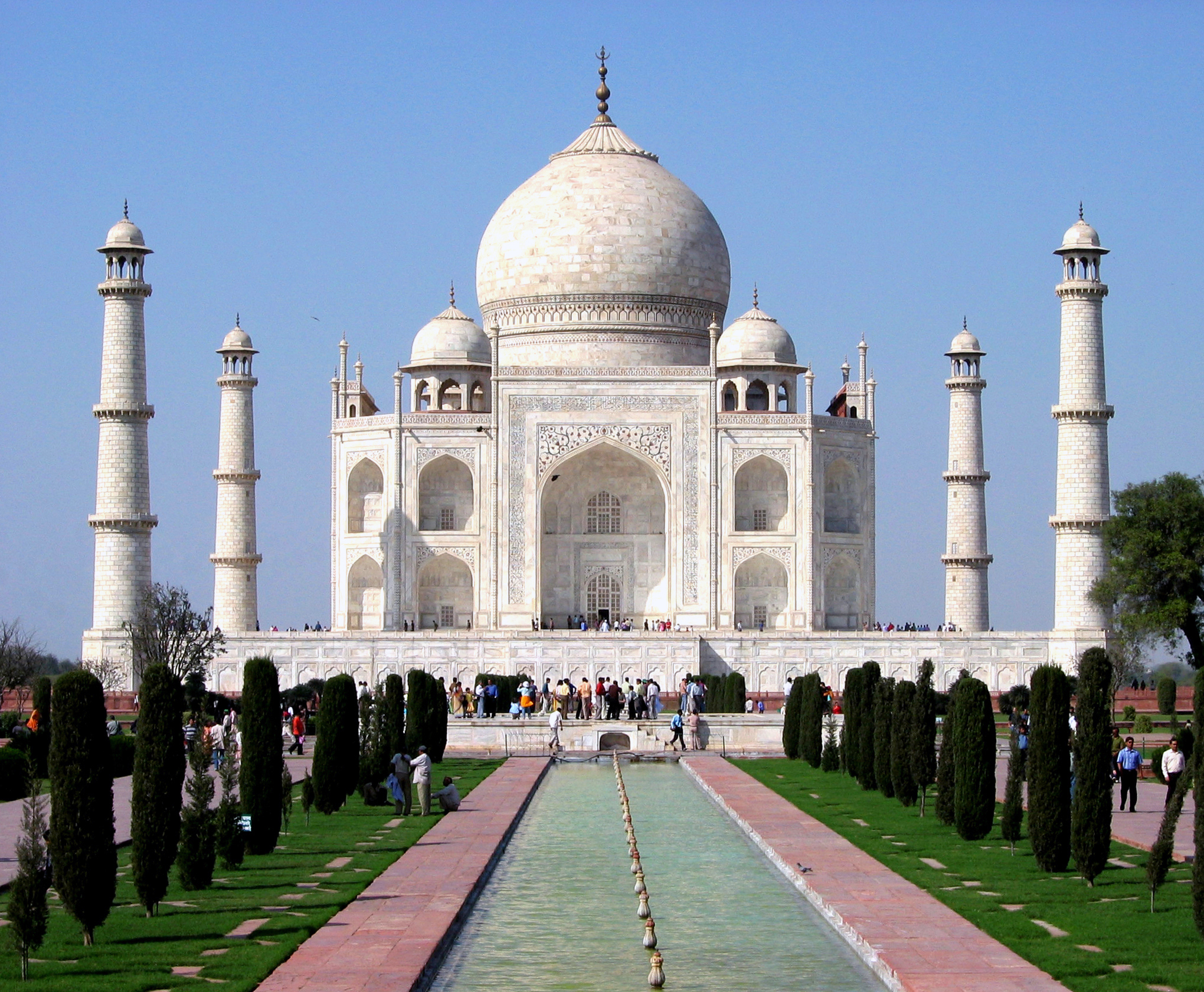
タージ・マハル（アーグラ） ムガル帝国時代の墓廟建築。
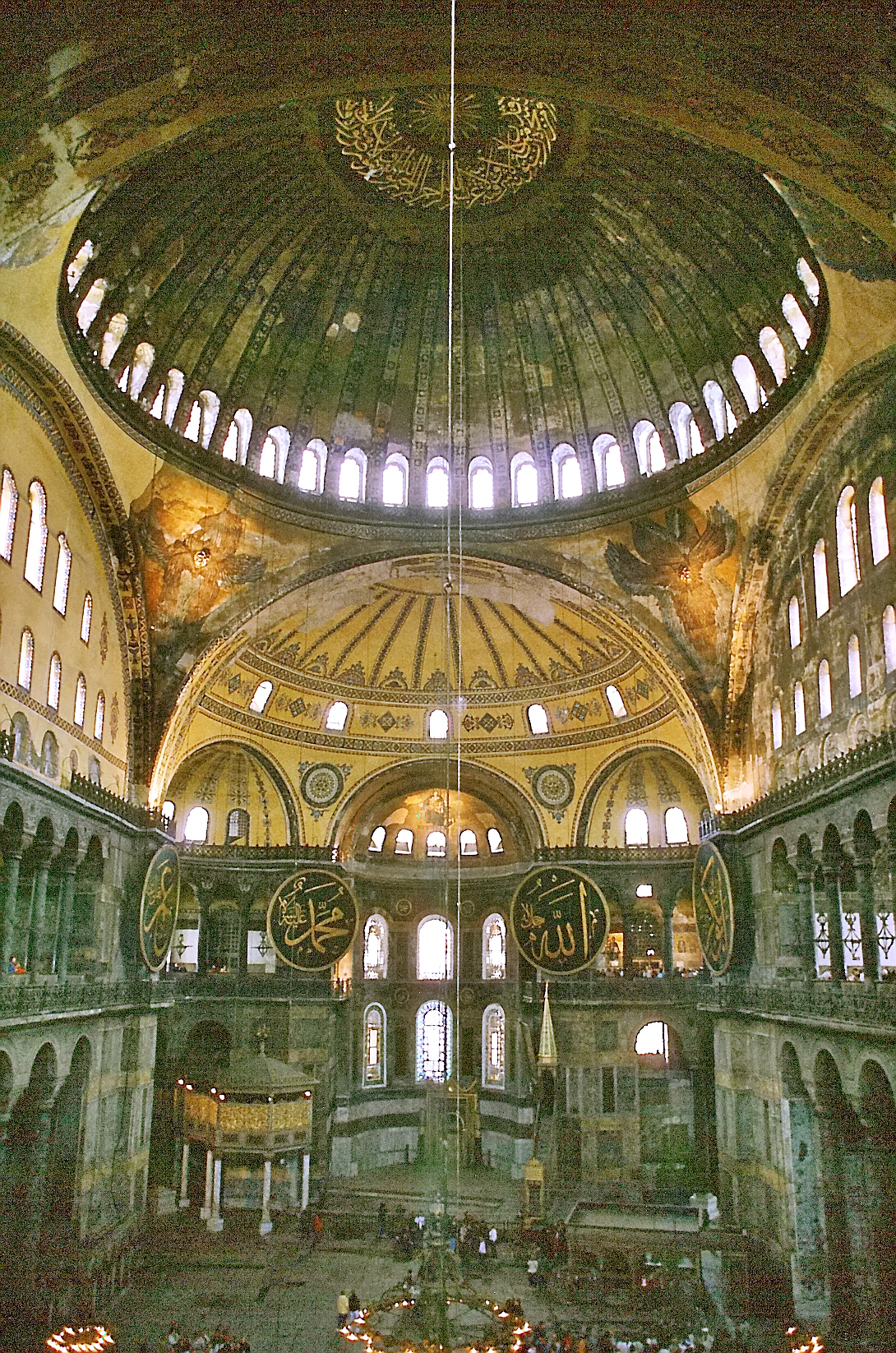
アヤソフィア（イスタンブール） 東ローマ帝国時代のキリスト教の大聖堂。イスラム教のモスクを経て、現在は博物館になっている。
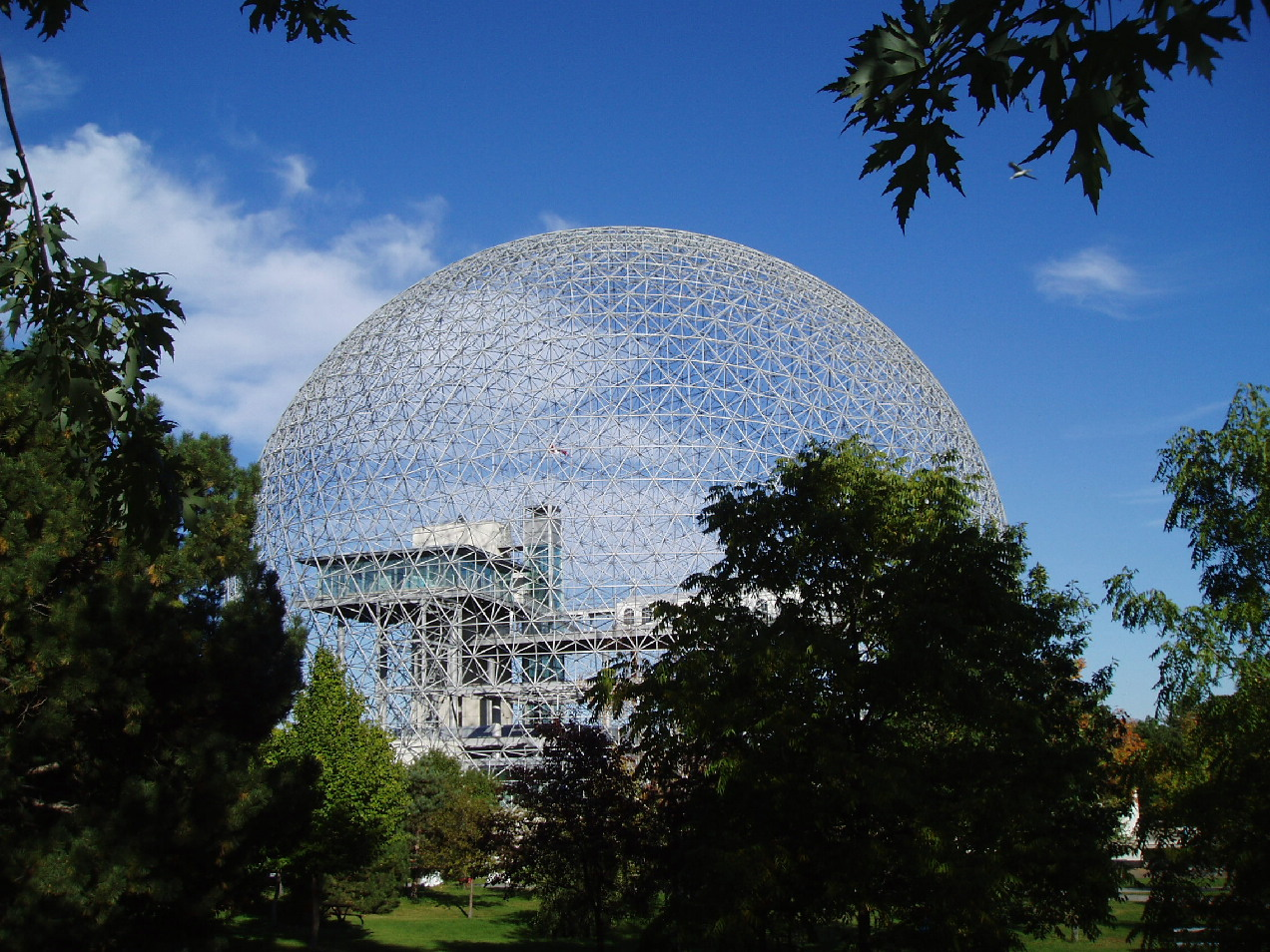
モントリオール・バイオスフェア 元モントリオール万国博覧会アメリカ館。ジオデシック・ドームの例。
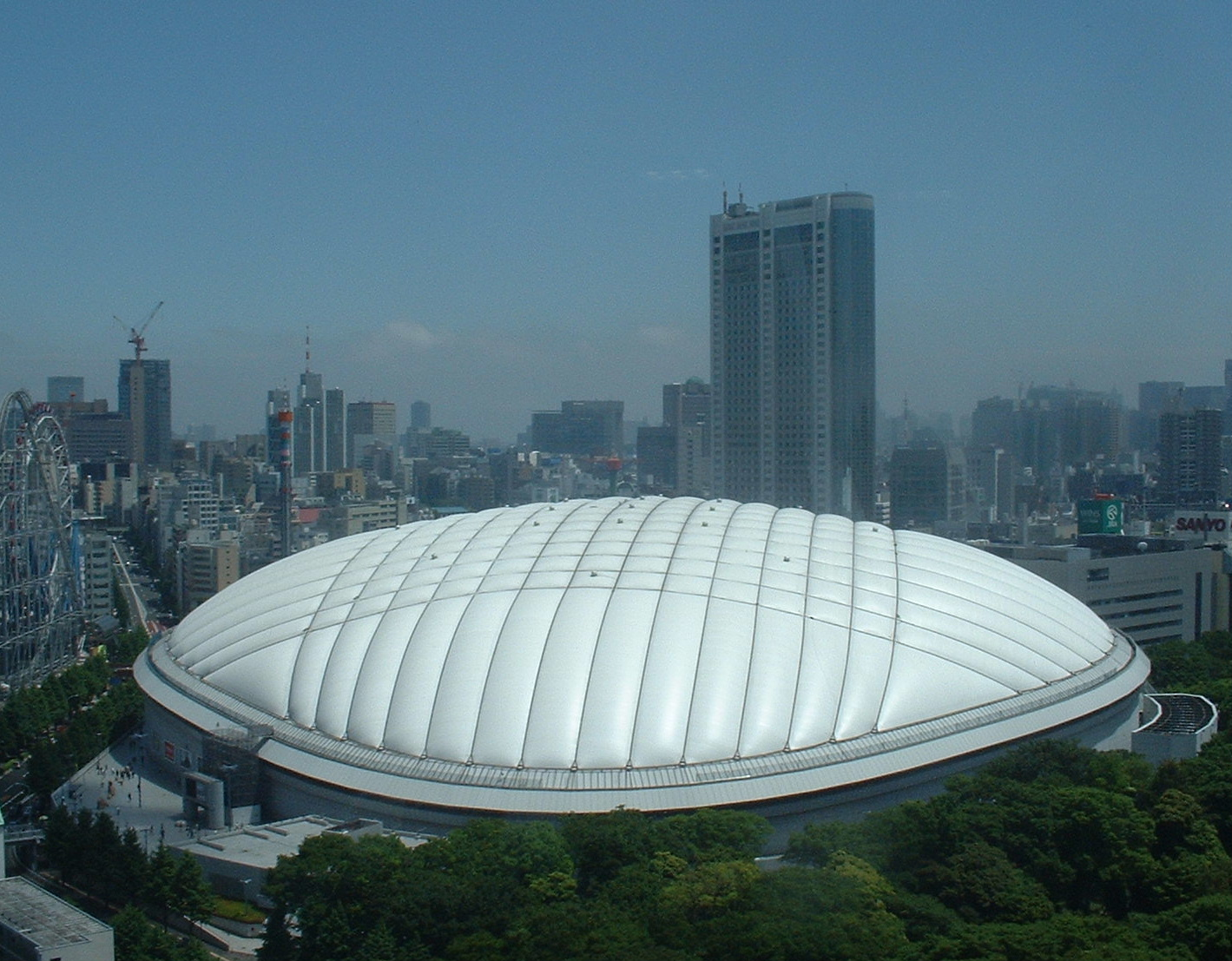
東京ドーム（東京） 空気膜構造を採用した野球場。
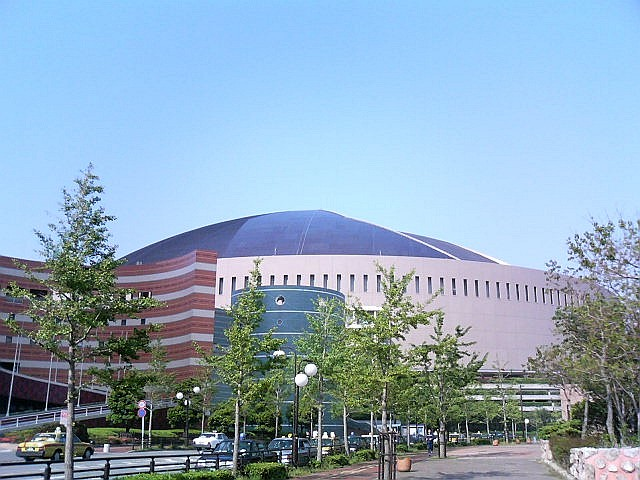
福岡ドーム（福岡） 三枚の曲面で構成された開閉式の野球場。